# Яспер Сіллессен
Яспер Сіллессен (нід. Jasper Cillessen, нар. 22 квітня 1989, Неймеген) — нідерландський футболіст, воротар нідерландського «Неймегена» та національної збірної Нідерландів.

## Клубна кар'єра
Народився 22 квітня 1989 року в місті Грусбек. Вихованець юнацьких команд футбольних клубів «Де Трефферс» та «Неймеген».
У дорослому футболі дебютував 2010 року виступами за «Неймеген», в якому провів один сезон, взявши участь у 34 матчах чемпіонату. Більшість часу, проведеного у складі «Неймегена», був основним голкіпером команди.
До складу клубу «Аякс» приєднався в серпні 2011 року Свої перші два сезони в новому клубі Яспер провів у числі резервних голкіперів, проте в сезоні 2013/14 завоював тверде місце в основному складі та пропустив за сезон всього тринадцять голів. Всього провів за команду з Амстердама понад 100 матчів у національному чемпіонаті, ставши за цей час триразовим чемпіоном Нідерландів та володарем Суперкубка Нідерландів.
25 серпня 2016 року уклав п'ятирічний контракт з іспанською «Барселоною», яка шукала заміну чилійцю Клаудіо Браво і сплатила за трансфер нідерландського голкіпера 13 мільйонів євро. Проте уходом основного воротаря каталонців скористався німець Марк-Андре тер Штеґен, що протягом двох років був дублером Браво. Саме він став основним голкіпером команди, а Сіллессен використовувався тренерським штабом здебільшого в іграх на національний кубок.
Взявши за три сезони у «Барселоні» участь у 30 іграх усіх турнірів, у червні 2019 року за 35 мільйонів євро перебрався до «Валенсії»

## Виступи за збірні
2010 року залучався до складу молодіжної збірної Нідерландів. Зокрема у жовтні викликався до складу молодіжки на матчі плей-оф кваліфікації молодіжного Євро-2011 проти однолітків з України, але на поле не виходив.
З 2011 року викликався до національної збірної Нідерландів, навіть був у розширеному списку кандидатів на поїздку на Євро-2012, проте в остаточний склад не потрапив і довго не міг дебютувати за «помаранчевих». Лише 7 червня 2013 року відбувся дебют Яспера за національну збірну Нідерландів в товариському матчі проти збірної Індонезії.
Наступного року потрапив у заявку збірної на чемпіонат світу 2014 року в Бразилії, де був третім воротарем команди.
У травні 2021 року був включений до заявки національної команди на Євро-2020, проте невдовзі у нього було виявлено COVID-19, і його у заявці на турнір змінив Марко Бізот.
| Дата       | Місто               | Господарі            | Результат               | Гості             | Турнір                               | Голи | Примітки |
| ---------- | ------------------- | -------------------- | ----------------------- | ----------------- | ------------------------------------ | ---- | -------- |
| 7-6-2013   | Джакарта            | Індонезія            | 0 – 3                   | Нідерланди        | товариський матч                     | -    | 46'      |
| 15-10-2013 | Стамбул             | Туреччина            | 0 – 2                   | Нідерланди        | Відбір до ЧС 2014                    | -    |          |
| 16-11-2013 | Генк                | Японія               | 2 – 2                   | Нідерланди        | товариський матч                     | -2   |          |
| 19-11-2013 | Амстердам           | Нідерланди           | 0 – 0                   | Колумбія          | товариський матч                     | -    |          |
| 5-3-2014   | Сен-Дені            | Франція              | 2 – 0                   | Нідерланди        | товариський матч                     | -2   |          |
| 17-5-2014  | Амстердам           | Нідерланди           | 1 – 1                   | Еквадор           | товариський матч                     | -1   |          |
| 31-5-2014  | Роттердам           | Нідерланди           | 1 – 0                   | Гана              | товариський матч                     | -    |          |
| 4-6-2014   | Амстердам           | Нідерланди           | 2 – 0                   | Уельс             | товариський матч                     | -    |          |
| 13-6-2014  | Салвадор (Бразилія) | Іспанія              | 1 – 5                   | Нідерланди        | ЧС 2014 - 1-й етап                   | -1   |          |
| 18-6-2014  | Порту-Алегрі        | Австралія            | 2 – 3                   | Нідерланди        | ЧС 2014 - 1-й етап                   | -2   |          |
| 23-6-2014  | Сан-Паулу           | Нідерланди           | 2 – 0                   | Чилі              | ЧС 2014 - 1-й етап                   | -    |          |
| 29-6-2014  | Форталеза           | Нідерланди           | 2 – 1                   | Мексика           | ЧС 2014 - 1/8 фіналу                 | -1   |          |
| 5-7-2014   | Сальвадор           | Нідерланди           | 0 – 0 д.ч. (4 – 3 п.п.) | Коста-Рика        | ЧС 2014 - чвертьфінал                | -    | 121'     |
| 9-7-2014   | Сан-Паулу           | Нідерланди           | 0 – 0 д.ч. (2 – 4 п.п.) | Аргентина         | ЧС 2014 - півфінал                   | -    |          |
| 12-7-2014  | Бразиліа            | Бразилія             | 0 – 3                   | Нідерланди        | ЧС 2014 - гра за третє місце         | -    | 90+3'    |
| 4-9-2014   | Барі                | Італія               | 2 – 0                   | Нідерланди        | товариський матч                     | -2   |          |
| 9-9-2014   | Прага               | Чехія                | 2 – 1                   | Нідерланди        | Відбір до ЧЄ 2016                    | -2   |          |
| 10-10-2014 | Амстердам           | Нідерланди           | 3 – 1                   | Казахстан         | Відбір до ЧЄ 2016                    | -1   |          |
| 13-10-2014 | Рейк'явік           | Ісландія             | 2 – 0                   | Нідерланди        | Відбір до ЧЄ 2016                    | -2   |          |
| 16-11-2014 | Амстердам           | Нідерланди           | 6 – 0                   | Латвія            | Відбір до ЧЄ 2016                    | -    |          |
| 28-3-2015  | Амстердам           | Нідерланди           | 1 – 1                   | Туреччина         | Відбір до ЧЄ 2016                    | -1   |          |
| 5-6-2015   | Амстердам           | Нідерланди           | 3 – 4                   | США               | товариський матч                     | -4   |          |
| 3-9-2015   | Амстердам           | Нідерланди           | 0 – 1                   | Ісландія          | Відбір до ЧЄ 2016                    | -1   |          |
| 6-9-2015   | Конья               | Туреччина            | 3 – 0                   | Нідерланди        | Відбір до ЧЄ 2016                    | -3   |          |
| 13-11-2015 | Кардіфф             | Уельс                | 2 – 3                   | Нідерланди        | Відбір до ЧЄ 2016                    | -2   |          |
| 25-3-2016  | Амстердам           | Нідерланди           | 2 – 3                   | Франція           | товариський матч                     | -3   |          |
| 27-5-2016  | Дублін              | Ірландія             | 1 – 1                   | Нідерланди        | товариський матч                     | -1   |          |
| 1-6-2016   | Гданськ             | Польща               | 1 – 2                   | Нідерланди        | товариський матч                     | -1   |          |
| 4-6-2016   | Відень              | Австрія              | 0 – 2                   | Нідерланди        | товариський матч                     | -    | 74'      |
| 4-6-2017   | Роттердам           | Нідерланди           | 5 – 0                   | Кот-д'Івуар       | товариський матч                     | -    |          |
| 9-6-2017   | Роттердам           | Нідерланди           | 5 – 0                   | Люксембург        | Відбір до ЧС 2018                    | -    |          |
| 31-8-2017  | Сен-Дені            | Франція              | 4 – 0                   | Нідерланди        | Відбір до ЧС 2018                    | -4   |          |
| 3-9-2017   | Амстердам           | Нідерланди           | 3 – 1                   | Болгарія          | Відбір до ЧС 2018                    | -1   |          |
| 7-10-2017  | Борисов             | Білорусь             | 1 – 3                   | Нідерланди        | Відбір до ЧС 2018                    | -1   |          |
| 10-10-2017 | Амстердам           | Нідерланди           | 2 – 0                   | Швеція            | Відбір до ЧС 2018                    | -    |          |
| 9-11-2017  | Абердин             | Шотландія            | 0 – 1                   | Нідерланди        | товариський матч                     | -    |          |
| 14-11-2017 | Бухарест            | Румунія              | 0 – 3                   | Нідерланди        | товариський матч                     | -    |          |
| 26-3-2018  | Женева              | Португалія           | 0 – 3                   | Нідерланди        | товариський матч                     | -    |          |
| 4-6-2018   | Турин               | Італія               | 1 – 1                   | Нідерланди        | товариський матч                     | -1   |          |
| 6-9-2018   | Амстердам           | Нідерланди           | 2 – 1                   | Перу              | товариський матч                     | -1   |          |
| 9-9-2018   | Париж               | Франція              | 2 – 1                   | Нідерланди        | Ліга націй УЄФА 2018-2019 - 1-й етап | -2   |          |
| 13-10-2018 | Амстердам           | Нідерланди           | 3 – 0                   | Німеччина         | Ліга націй УЄФА 2018-2019 - 1-й етап | -    |          |
| 16-10-2018 | Брюссель            | Бельгія              | 1 – 1                   | Нідерланди        | товариський матч                     | -1   |          |
| 16-11-2018 | Роттердам           | Нідерланди           | 2 – 0                   | Франція           | Ліга націй УЄФА 2018-2019 - 1-й етап | -    |          |
| 19-11-2018 | Гельзенкірхен       | Німеччина            | 2 – 2                   | Нідерланди        | Ліга націй УЄФА 2018-2019 - 1-й етап | -2   |          |
| 21-3-2019  | Роттердам           | Нідерланди           | 4 – 0                   | Білорусь          | Відбір до ЧЄ 2020                    | -    |          |
| 24-3-2019  | Амстердам           | Нідерланди           | 2 – 3                   | Німеччина         | Відбір до ЧЄ 2020                    | -3   |          |
| 6-6-2019   | Гімарайнш           | Нідерланди           | 3 – 1 д.ч.              | Англія            | Ліга націй УЄФА 2018-2019 - півфінал | -1   |          |
| 9-6-2019   | Порту               | Португалія           | 1 – 0                   | Нідерланди        | Ліга націй УЄФА 2018-2019 - Фінал    | -1   | [ 7 ]    |
| 6-9-2019   | Гамбург             | Німеччина            | 2 – 4                   | Нідерланди        | Відбір до ЧЄ 2020                    | -2   |          |
| 9-9-2019   | Таллінн             | Естонія              | 0 – 4                   | Нідерланди        | Відбір до ЧЄ 2020                    | -    |          |
| 10-10-2019 | Роттердам           | Нідерланди           | 3 – 1                   | Північна Ірландія | Відбір до ЧЄ 2020                    | -1   |          |
| 13-10-2019 | Мінськ              | Білорусь             | 1 – 2                   | Нідерланди        | Відбір до ЧЄ 2020                    | -1   |          |
| 16-11-2019 | Белфаст             | Північна Ірландія    | 0 – 0                   | Нідерланди        | Відбір до ЧЄ 2020                    | -    |          |
| 19-11-2019 | Амстердам           | Нідерланди           | 5 – 0                   | Естонія           | Відбір до ЧЄ 2020                    | -    |          |
| 4-9-2020   | Амстердам           | Нідерланди           | 1 – 0                   | Польща            | Ліга націй УЄФА 2020-2021 - 1-й етап | -    |          |
| 7-9-2020   | Амстердам           | Нідерланди           | 0 – 1                   | Італія            | Ліга націй УЄФА 2020-2021 - 1-й етап | -1   |          |
| 11-10-2020 | Зениця              | Боснія і Герцеговина | 0 – 0                   | Нідерланди        | Ліга націй УЄФА 2020-2021 - 1-й етап | -    |          |
| 14-10-2020 | Бергамо             | Італія               | 1 – 1                   | Нідерланди        | Ліга націй УЄФА 2020-2021 - 1-й етап | -1   |          |
| Усього     |                     | Матчів               | 60                      |                   | Голів                                | -56  |          |

## Титули і досягнення
- Чемпіон Нідерландів (3):

«Аякс»: 2011–12, 2012–13, 2013–14
- Володар Суперкубка Нідерландів (1):

«Аякс»: 2013
- Володар Кубка Іспанії (2):

«Барселона»: 2016-17, 2017-18
- Чемпіон Іспанії (2):

«Барселона»: 2017-18, 2018-19
- Володар Суперкубка Іспанії (1):

«Барселона»: 2018
- Бронзовий призер чемпіонату світу: 2014